# Malh deth Chuc
El Malh deth Chuc o Math de Betlan és una muntanya de 2.018 metres que es troba entre els municipis de Les, a la comarca de la Vall d'Aran i França.